# Rozhadów
Rozhadów (ukr. Розгадів) – wieś na Ukrainie w rejonie tarnopolskim należącym do obwodu tarnopolskiego.
Wieś prawa wołoskiego, położona była w drugiej połowie XV wieku w ziemi lwowskiej województwa ruskiego.
Do 2020 w rejonie zborowskim.